# Camptocosa parallela
Camptocosa parallela är en spindelart som först beskrevs av Banks 1898.  Camptocosa parallela ingår i släktet Camptocosa och familjen vargspindlar. Inga underarter finns listade.